# Jade North
Jade North (* 7. leden 1982) je australský fotbalista a bývalý reprezentant.

## Reprezentační kariéra
Jade North odehrál 41 reprezentačních utkání. S australskou reprezentací se zúčastnil Oceánský pohár národů 2002, Mistrovství Asie 2011.

## Statistiky
| Austrálie | Austrálie | Austrálie |
| Roky      | Záp.      | Góly      |
| --------- | --------- | --------- |
| 2002      | 4         | 0         |
| 2003      | 0         | 0         |
| 2004      | 6         | 0         |
| 2005      | 1         | 0         |
| 2006      | 3         | 0         |
| 2007      | 1         | 0         |
| 2008      | 8         | 0         |
| 2009      | 5         | 0         |
| 2010      | 3         | 0         |
| 2011      | 3         | 0         |
| 2012      | 5         | 0         |
| 2013      | 2         | 0         |
| Celkem    | 41        | 0         |